# 交匯協奏曲
《交匯協奏曲》是由Applique在2019年10月25日發售的成人遊戲。HIKARI FIELD於2022年9月23日發售中文版。

## 故事
描述男主角八重垣悟離開鄉下老家，來到母親曾經的母校上學後的故事。

## 登場人物

### 主要角色
八重垣悟
作品男主角。八重垣瑠璃的雙胞胎哥哥。在八重垣家以雙胞胎身分出生的悟原本是獻給神的代價卻只付出了右臂而活了下來，於是被認為是沒出息的孩子，在倉庫裡生活。其母親在生下琉璃後死亡。裝著妹妹訂做的義肢。
八重垣瑠璃（聲：くすはらゆい）
八重垣悟的雙胞胎妹妹。天生左眼失明睜不開。因為擁有預知能力而成為家族的繼承人。
稲田鏡花（聲：成瀨未亞）
八重垣琉璃的女僕。所屬稻田家自古以來侍奉著八重垣家。琉璃的兒時玩伴。
初芝未来（聲：奏雨）
學園的學生會長。八重垣悟等人入住宿舍的宿舍長。姐姐是學園裡的老師。
西宮透子（聲：白月かなめ）
學園2年級學生。「西宮」是八重垣悟和琉璃母親的舊姓。悟的遠親。

### 次要角色
西條美加（聲：櫻川未央）
學園3年級學生。總是跟初芝未来一起活動。
中野綾（聲：藤咲ウサ）
跟八重垣悟就讀同一所學園的同學。與西之宮透子是舊識。
初芝香苗（聲：星咲伊里亞）
八重垣悟就讀班級的班導師，學生會長初芝未來的姐姐。

### 其他角色
藤波龙太（聲：古河徹人）
跟八重垣悟就讀同一所學園的同學。從小學起就認識中野綾。
土橋健吾（聲：深川綠）
不動產公司老闆的獨生子。
神凪莉都（聲：川島梨乃）
東京都的大學學生，目前休學中。

## 主題曲
片頭曲
歌：Ayumi.
片尾曲「with you...」
歌：Riryka
插入曲「Valuable eyes」
歌：逢瀬アキラ

## 評價
《交匯協奏曲》在日本美少女游戏与动画相关商品销售网站Getchu.com的2019年10月销量榜上排名第6名。

## 外部連結
- 中文版網站 （页面存档备份，存于）（简体中文）